# بيرنار ميندي

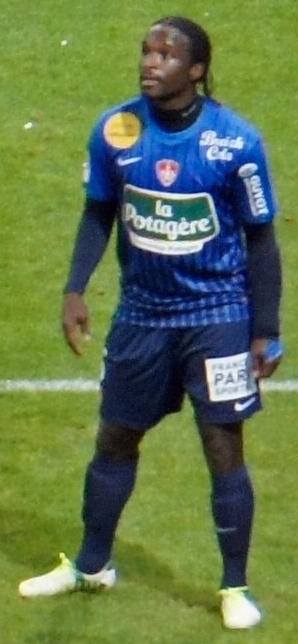

بيرنار ميندي (بالفرنسية: Bernard Mendy)‏ (مواليد 20 أغسطس 1981 في إفرو - فرنسا) لاعب كرة قدم فرنسي يلعب حاليا لصالح نادي الدرجة الممتازة هال سيتي الإنجليزي منذ 2008 في مركز الظهير الأيمن كما يجيد اللعب في مركز الوسط الأيمن .

## روابط خارجية
- بيرنار ميندي على موقع الاتحاد الأوربي (الإنجليزية)
- بيرنار ميندي على موقع قاعدة بيانات كرة القدم.إي يو (الإنجليزية)
- بيرنار ميندي على موقع ليكيب (الفرنسية)
- بيرنار ميندي على موقع ناشيونال فوتبول تيمز (الإنجليزية)
- بيرنار ميندي على موقع Soccerbase.com (لاعب) (الإنجليزية)
- بيرنار ميندي على موقع Soccerway.com (الإنجليزية)
- بيرنار ميندي على موقع عالم كرة القدم.نت (الإنجليزية)
- بيرنار ميندي على موقع AS.com (الإسبانية)